# Tennessee National Guard

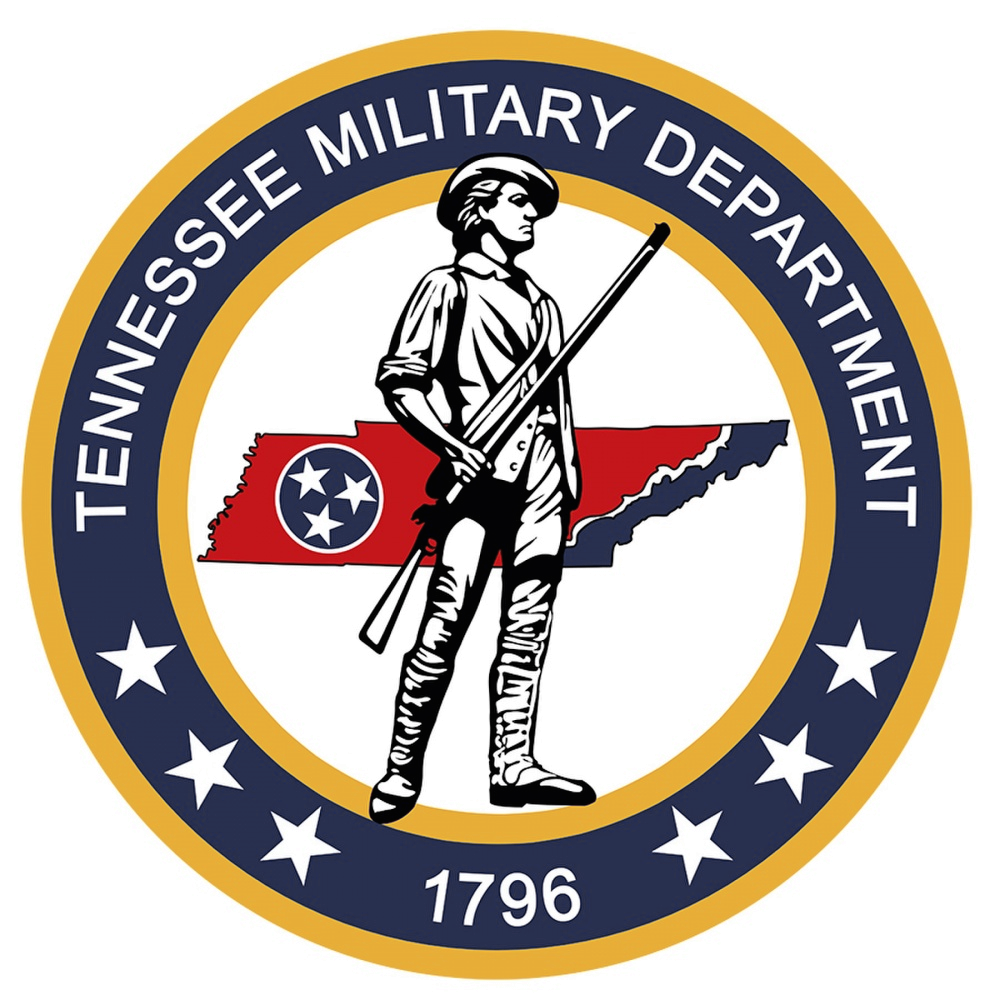
Logo des Tennessee Military Department

Die Tennessee National Guard des US-Bundesstaates Tennessee  besteht seit 1796 und ist Teil der im Jahr 1903 aufgestellten Nationalgarde der Vereinigten Staaten (akronymisiert USNG) und somit auch Teil der zweiten Ebene der militärischen Reserve der Streitkräfte der Vereinigten Staaten.

## Organisation
Die Mitglieder der Nationalgarde sind freiwillig Dienst leistende Milizsoldaten, die dem Gouverneur von Tennessee Bill Lee und dem Tennessee Military Department unterstehen. Bei Einsätzen auf Bundesebene ist der Präsident der Vereinigten Staaten Commander-in-Chief. Adjutant General of Tennessee  ist seit 2019 Major General Jeffrey H. Holmes. 
Die Tennessee National Guard besteht aus den beiden Teilstreitkraftgattungen des Heeres und der Luftstreitkräfte, namentlich der Army National Guard und der Air National Guard. Die Tennessee Army National Guard hatte 2017 eine Personalstärke von 9128, die Tennessee Air National Guard eine von 3273, was eine Personalstärke von gesamt 12401 ergibt.

## Geschichte
Die Tennessee National Guard führt ihre Wurzeln auf Milizverbände des Bundesstaates aus dem Jahr 1796 zurück. Die Nationalgarden der Bundesstaaten sind seit 1903 bundesgesetzlich und institutionell eng mit der regulären Armee und Luftwaffe verbunden, so dass (unter bestimmten Umständen mit Einverständnis des Kongresses) die Bundesebene auf sie zurückgreifen kann. Davon zu trennen ist die Staatsgarde, die Tennessee State Guard, die allein dem Bundesstaat verpflichtet ist.

## Aktuelle Einheiten

### Tennessee Army National Guard

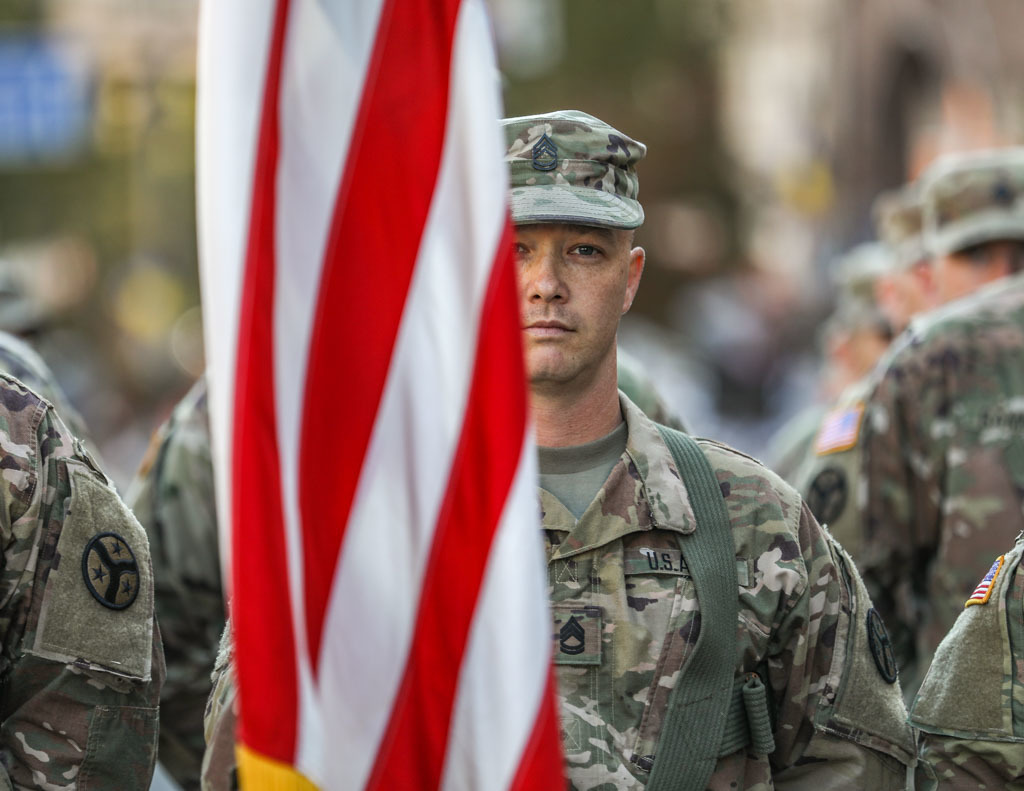
Soldat der Tennessee Army National Guard während der Parade zum Ukrainischen Unabhängigkeitstag in Kiew 2018

230th Sustainment Brigade
194th Engineer Brigade
30th Troop Command
Umzug von Smyrna nach Tullahoma im Jahr 2004
117th Regiment Training Institute
- Officer Candidate School (OCS)[7]

278th Armored Cavalry Regiment
- HHC 278th Cav BCT in Knoxville
- HHT RTS 278th ACR in Lebanon
- A Trp RTS 278th ACR in Nashville
- C Trp RTS 278th ACR in Dunlap
- B Btry FA Sqdn 278th ACR in Covington
- Support Squadron 278th ACR in Columbia
- HQS 1/278th ACR Henderson
- HQ 2/278th ACR in Cookeville
- HHT 3/278th ACR in Mount Carmel

181st Field Artillery Regiment
- Det 1 in Dayton
- Btry A in Lawrenceburg
- Btry B- in Pulaski

Military Police
- 117th Military Police Battalion in Athens
- HHD 168th Military Police Battalion in Dyersburg
- 251st Military Police Company- in Lexington
- 252nd Military Police Company in Cleveland
- 253rd Military Police Company (CS) in Lenoir City
- 268th Military Police Company in Ripley
- 269th Military Police Company in Murfreesboro

473rd Brigade Support Battalion
Engineering Units
- HHC, 194th Engineer Brigade in Jackson
- Det 1, 190th Engineer Company, 230th Engineer Brigade in Jefferson City
- 212th Engineer Company in Paris
- Det 1, 212th Engineer Company in Camden

Wartungseinheiten
- 776th Maintenance Company in Elizabethton
- 771st Maintenance Company in Centerville

Transporteinheiten
- Det 1, 1176th Transportation Company in Jacksboro
- Det 1, 1175th Transportation Company (Het) in Brownsville

Andere
- 155th Signal Company in Memphis
- BTRY A, 3rd Battalion, 115th Field Artillery Regiment in Maryville
- Det 1, HHT 1st Squadron, 230th Cavalry Regiment in Louisville
- Trp A, 1st Squadron, 230th Cavalry Regiment in Jackson
- Co B, Special Troops Battalion (SIG) in Knoxville
- Det 1, 730th Quartermaster Company in Erwin
- 176th Combat Sustainment Support Battalion in Johnson City
- 30th Combat Sustainment Support Battalion in Humbolt
- Recruiting and Retention Battalion in Smyrna
- 129th Army Band in Nashville
- Co E, 278th Brigade Support Battalion in Lafayette
- Troop D, 278th Brigade Support Battalion in Clinton

### Tennessee Air National Guard
118th Wing auf der Berry Field Air National Guard Base, Nashville
134th Air Refueling Wing auf der McGhee Tyson Air National Guard Base, Knoxville
164th Airlift Wing auf der Memphis Air National Guard Base, Memphis
Support Units
- I.G. Brown Air National Guard Training and Education Center
- 119th Combat Air Control Squadron auf dem McGhee Tyson Airport, Knoxville, Tennessee
- 228th Combat Communications Squadron auf dem McGhee Tyson Airport, Knoxville, Tennessee
- 241st Engineering Installation Squadron in Chattanooga, Tennessee.